# Auditor
Se llama auditor (o contralor en algunos países de América Latina) a la persona capacitada y experimentada que se designa por una autoridad competente o por una empresa de consultoría, para revisar, examinar y evaluar con coherencia los resultados de la gestión administrativa y financiera de una dependencia (institución gubernamental) o entidad (empresa o sociedad) con el propósito de informar o dictaminar acerca de ellas, realizando las observaciones y recomendaciones pertinentes para mejorar su eficacia y eficiencia en su desempeño. Originalmente la palabra significa "oidor" u "oyente".
La persona que desempeña el puesto de auditor no debe confundirse con la auditoría contable o financiera internas llevadas a cabo por los tribunales de cuentas y Contralorías generales o externas desempeñadas por las empresas auditoras privadas.

## Algunos datos históricos
El origen de la función en la auditoría tiene la posibilidad de encontrarse en épocas remotas en Inglaterra, cuando pocas personas sabían leer y las cuentas de los grandes propietarios eran "oídas" en vez de ser auditadas, como se hace en la actualidad.

## Funciones
La persona encargada de realizar el trabajo de auditor/a revisa las cuentas anuales y da una opinión personal acerca de ellas, recogiéndose dicha opinión en el informe de auditoría. Este informe, es obligatorio respecto a las sociedades que presentan Balance y Memoria Normal(En algunos países la obligación de presentar balances auditados depende del tamaño de sus activos) y acompaña a las cuentas anuales, a pesar de no ser por sí solo, una cuenta anual. Así pues, es la propia empresa la ordenante de dicho informe, sufragando los costes de su realización. La opinión del auditor queda recogida en dicho informe según cuatro modalidades posibles:
- Favorable indica que las cuentas anuales presentan una imagen fiel del patrimonio, de la situación financiera y de los resultados de acuerdo a los principios de contabilidad generalmente aceptados.
- Con Salvedades muestra una conformidad general con aquello que se ha presentado, a pesar de darse algunas circunstancias. Estas, pueden ser errores o incumplimientos de los principios contables, cambios en los criterios aplicados sin estar justificados dichos cambios (por ejemplo, la valoración de existencias), incertidumbres en los datos, estimación poco razonable, etc.
- Desfavorable muestra que las cuentas generales no reflejan la imagen fiel del patrimonio, de la situación financiera y de los resultados de acuerdo a los principios de contabilidad generalmente aceptados.
- Denegada hace referencia al hecho de que el auditor no ha podido formarse una opinión sobre las cuentas anuales en su conjunto, pudiéndose dar dicha circunstancia por limitaciones a la hora de realizar su trabajo (es decir, falta de información necesaria), incertidumbres en los resultados analizados muy relevantes, omisión de información, o contradicción de la susodicha.

## Auditoría de cuentas
Se entenderá por auditoría de cuentas la actividad profesional, realizada por una persona calificada e independiente, consistente en analizar, mediante la utilización de las técnicas de revisión y verificación idóneas, la información económico-financiera deducida de los documentos contables examinados, y que tiene como objeto la emisión de un informe dirigido a poner de manifiesto su opinión responsable sobre la fiabilidad de la citada información, a fin de que se pueda conocer y valorar dicha información por terceros. Esta actividad tendrá necesariamente que ser realizada por un auditor de cuentas, mediante la emisión del correspondiente informe y con sujeción a los requisitos y formalidades establecidos en la Ley de Auditoría de Cuentas (Real Decreto Legislativo 1/2011, de 1 de julio, por el que se aprueba el texto refundido de la Ley de Auditoría de Cuentas), por el Reglamento que la desarrolla (Real Decreto 1517/2011, de 31 de octubre),  y las normas técnicas de auditoría, que constituyen el cuerpo regulatorio que establece la actuación profesional del auditor. 
En razón de los documentos contables objeto de examen, la actividad de auditoría de cuentas presenta las modalidades de Auditoría de Cuentas y Trabajos de Revisión y verificación de otros estados o documentos contables sujetos a la normativa de auditoría. Cabe destacar que los procedimientos de auditoría se realizan para dar una opinión o no de los Estados Contables del ente, y mediante la misma dar a conocer si reflejan razonablemente la situación económico financiera de la entidad.

## Auditoría de las cuentas anuales
La auditoría de las cuentas anuales consistirá en verificar y dictaminar si dichas cuentas expresan la imagen fiel del patrimonio y de la situación financiera de la empresa o entidad auditada de acuerdo con el marco contable que resulte de aplicación. Cuando la entidad o empresa auditada viniera obligada a emitir un informe de gestión, o lo hubiera emitido voluntariamente, los auditores de cuentas extenderán su examen a la verificación de la concordancia de los datos contenidos en el mismo con los de las cuentas anuales examinadas.
Los Trabajos de Revisión y verificación de otros estados o documentos contables, que se realicen por un auditor de cuentas y que tengan como objeto la emisión de un informe dirigido a poner de manifiesto una opinión técnica frente a terceros sobre si dichos estados o documentos contables reflejan adecuadamente los hechos económicos acaecidos en la empresa o entidad auditada de acuerdo con el marco contable que resulte de aplicación deberán realizarse de acuerdo con las normas técnicas de auditoría correspondientes. El trabajo concluirá con la emisión de un informe de revisión y verificación de otros estados o documentos contables, que no se denominará de auditoría, sino de revisión y verificación del correspondiente documento contable.
Podrán realizar la actividad de auditoría de cuentas las personas físicas o jurídicas que,  figuren inscritos, como ejercientes en el caso de las personas físicas, en el Registro Oficial de Auditores de Cuentas del Instituto de Contabilidad y Auditoría de Cuentas y hubieran prestado fianza en garantía de las responsabilidades en que pudieran incurrir en el ejercicio de su actividad.
Los auditores de cuentas deberán ser independientes, en el ejercicio de su función, de las empresas o entidades auditadas. Se entiende por independencia la ausencia de intereses o influencias que puedan menoscabar la objetividad del auditor.